# Alexandr Roinašvili
Alexandr Solomonovič Roinašvili (rusky Александр Соломонович Роинов (Роинашвили), 1846, Dušeti – 11. května 1898, Tbilisi) byl první gruzínský fotograf. Je známý svými fotografiemi kavkazských krajin a portrétů gruzínských intelektuálů své doby.

## Životopis
Roinašvili se narodil v hornaté obci Dušeti ve východní Gruzii, součásti Ruské říše. Absolvoval fotografické kurzy v ateliéru Chlamova v Tbilisi. Svou kariéru začal jako fotograf v Tbilisi v roce 1865 a brzy založil vlastní studio. Byl úzce spojen s gruzínským národním hnutím a podílel se na dokumentování kulturního dědictví v Gruzii a organizoval mobilní muzeum fotografie, které putovalo po samotném Kavkaze a Rusku.

## Galerie

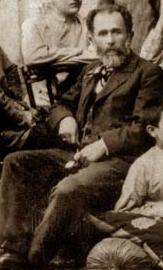
Alexander Roinašvili, 1897
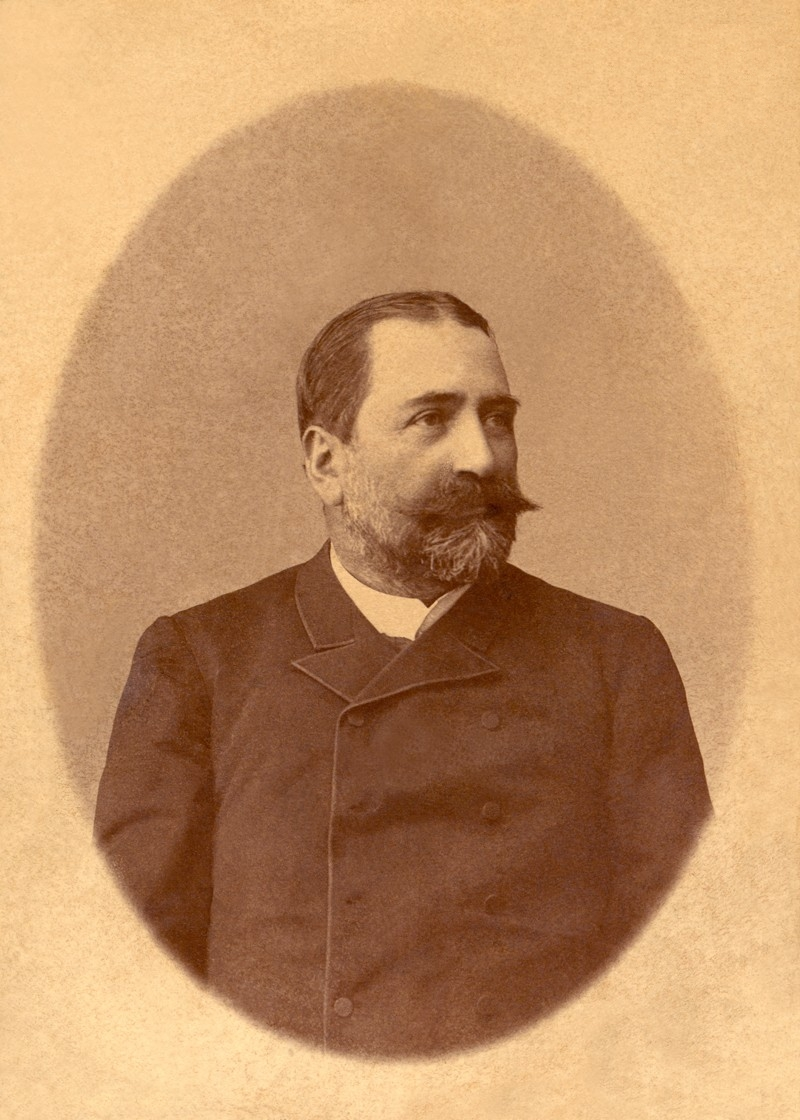
Ilja Čavčavadze
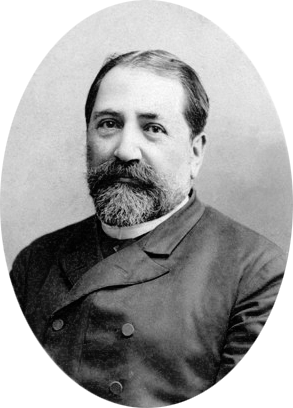
Fotoreportér Ilja Čavčavadze
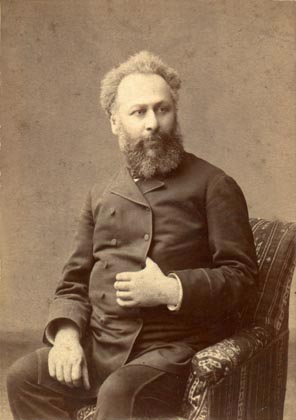
Akakij Cereteli
Važa Pšavela
Jakov Gogebašvili
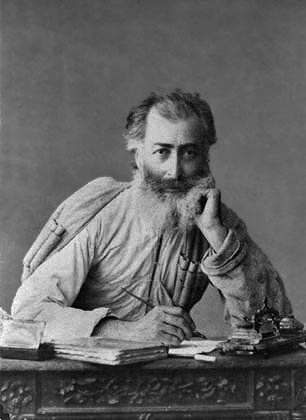
Alexandr Kazběgi
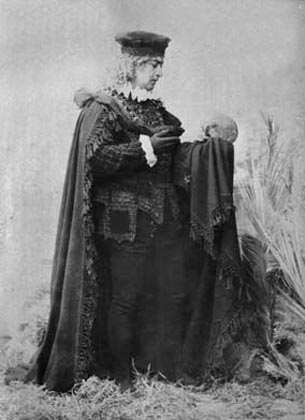
Lado Meschišvili v roli Hamleta
Imam Šamil se svými syny
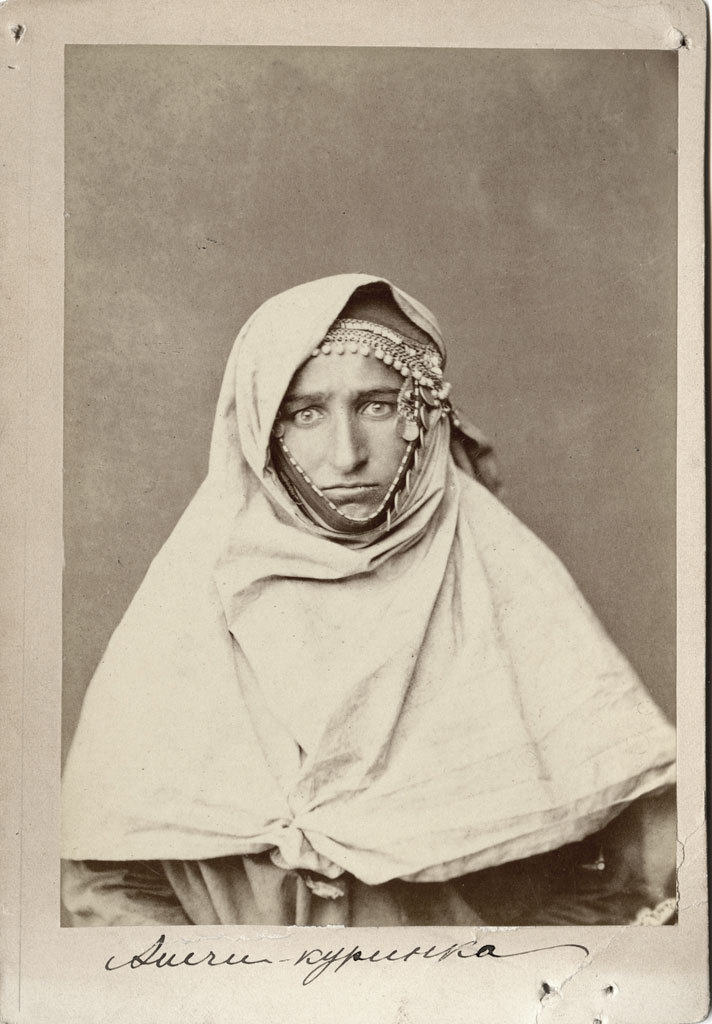
Dagestánka v hidžábu
Aul Kazikumuch
Pohled na pevnost Ananuri
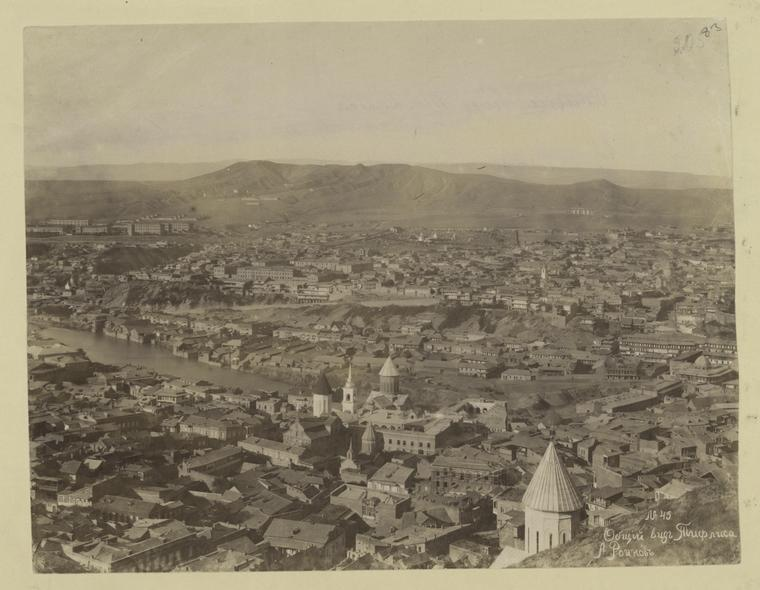
Celkový pohled na Tiflis